# Municipio de Gustavo Díaz Ordaz
El municipio de Gustavo Díaz Ordaz es uno de los cuarenta y tres municipios en que se encuentra dividido el estado de Tamaulipas, en el noreste de México. Se localiza en la frontera con EE. UU. al norte del estado. De acuerdo a los resultados del censo del 2020, el municipio tenía un total de 15 677 habitantes.

## Geografía

### Ubicación
El municipio se localiza en el norte del estado de Tamaulipas, limitando al norte con los Estados Unidos, al sur con el estado de Nuevo León, al este con el municipio de Reynosa y al oeste con el municipio de Camargo.

### Superficie
La superficie del municipio es de 431.12 km², lo que representa el 0.54% de la superficie del estado.

### Hidrografía
El municipio es parte de la cuenca hidrológica del río Bravo, localizado al norte del municipio, el río por medio de canales riega a la superficie municipal.

### Clima
El municipio cuenta con un clima seco cálido y muy extremoso tiene presencia de canícula, la temperatura media anual en el municipio es de 24 °C. La media precipitación pluvial es de 400 a 500 milímetros cúbicos, con un régimen de lluvias en verano.

## Demografía
De acuerdo al censo del 2020, el municipio cuenta con 15,677 habitantes, el municipio tiene alrededor de 4,931 viviendas particulares habitadas, la población de 15 años y más tiene un grado promedio de escolaridad de 8.7 años, el número de personas de 5 años y más hablante de una lengua indígena fue de 36 personas.

### Localidades
El municipio tiene alrededor de 112 localidades. Las más importantes son Ciudad Gustavo Díaz Ordaz (cabecera municipal), Valadeces, General Lucio Blanco,  Los Villarreales y la localidad de Luis Echeverría Álvarez.